# Марша Мэй
Марша Мэй (англ. Marsha May; настоящее имя — Бьянка Байндлосс (с англ. — «Bianca Byndloss»); род. 23 января 1995, Майами, Флорида) — американская порноактриса.

## Ранняя жизнь
Мэй родилась 23 января 1995 года в Майами. Имеет итальянские, кубинские и британские корни.

## Карьера
До начала порно карьеры выкладывала в интернет ролики с фут-фетишом. Мэй начала карьеру порноактрисы в 2011 году, после расставания с парнем, который ей изменил. Взяв себе псевдоним Марша Мэй, который по её мнению был созвучен с Сашей Грей. Снималась для студий Bang Bros, Brazzers, Family Therapy, Hustler, Jules Jordan Video, Mofos, Evil Angel.

## Личная жизнь
В интервью сайту Fleshbot призналась, что её кумирами в порноиндустрии являются: Саша Грей, Стоя и Алексис Тексас, а также Мисси Мартинес и Никки Бенц.
Потеряла девственность в восьмом классе с парнем который был старше её на год.
Любимые фильмы: SuperПерцы и Ананасовый экспресс: Сижу, курю , а телешоу: Южный парк и Секс в большом городе.
В 2014 году была обвинена в изнасиловании несовершеннолетнего, получив 10 лет условно.

## Избранная фильмография
- 2014 — Bibi Miami 2 Sexual Disgrace Miami Vice
- 2015 — Anal Interviews
- 2015 — Dead Or Alive XXX Parody
- 2016 — Inked Angels 6
- 2016 — I Blackmailed My Stepdaughter’s Ass
- 2017 — Stepdaughter Orgy
- 2017 — Sugar Babies Love Their Sugar Daddies
- 2017 — Gym And Juice
- 2018 — Pussy Is the Best Medicine
- 2019 — Teens Like It Big 20
- 2020 — Once You Go Black 7
- 2021 — In All My Holes Please

## Награды и номинации
| Год  | Награда           | Результат | Категория                                | Фильм             |
| ---- | ----------------- | --------- | ---------------------------------------- | ----------------- |
| 2016 | Spank Bank Awards | Номинация | Лучшее тело, созданное для греха         | н/д               |
| 2016 | Spank Bank Awards | Номинация | Лучший придурок года, пишущий в твиттере | н/д               |
| 2016 | XBIZ Award        | Номинация | Лучшая новая старлетка                   | н/д               |
| 2017 | AVN Award         | Номинация | Лучшая оральная сцена                    | Feeding Frenzy 12 |
| 2017 | Spank Bank Awards | Номинация | Самый энергичный трах кролика            | н/д               |
| 2017 | Spank Bank Awards | Номинация | Лучший придурок года, пишущий в твиттере | н/д               |